# 第5航空隊 (德國國防軍)
第5航空隊（德语：Luftflotte 5）為第二次世界大戰中德國空軍的部隊。

## 歷史
航空隊為當時德國空軍最大規模的編制，直接受空軍最高司令部（OKL）的指揮。
第5航空隊與前四個航空隊不同，是在二戰爆發之後的1940年4月12日才在漢堡創立的。因應納粹德國在4月9日發動的威瑟演習作戰，因此在編成不久後的4月24日移往奧斯陸，參與挪威境內的戰鬥。
當北歐的戰鬥在6月結束後本部隊投入不列顛空戰，負責由挪威與丹麥長距離攻擊英國東北部的任務。之後則負責北歐的防空工作與巴倫支海、挪威海和大西洋的哨戒、船團攻擊。
由於將戰力調往其他重要戰線，於1944年9月16日解散。

## 指揮官
- 艾爾哈德·米爾希元帥，1940年4月12日 – 5月9日
- 漢斯-尤爾根·斯坦普夫大將，1940年5月10日-1943年11月27日
- 約瑟夫·卡姆胡貝爾大將，1943年11月27日 – 1944年9月16日